# Sōta Koshimichi
Sōta Koshimichi (japanisch 越道 草太 Koshimichi Sōta; * 3. April 2004 in Hiroshima, Präfektur Hiroshima) ist ein japanischer Fußballspieler.

## Karriere
Sota Koshimichi erlernte das Fußballspielen in der Jugendmannschaft von Sanfrecce Hiroshima. Hier unterschrieb er am 1. Februar 2023 seinen ersten Vertrag. Der Verein aus Hiroshima, einer Stadt in der gleichnamigen Präfektur, spielte in der ersten japanischen Liga. Sein Erstligadebüt gab Sota Koshimichi am 26. Februar 2023 (2. Spieltag) im Heimspiel gegen Albirex Niigata. Bei der 1:2-Heimniederlage wurde er in der 90.+1 Minute für Hayato Araki eingewechselt. Am Ende der Saison 2024 wurde er mit Sanfrecce Hiroshima Vizemeister der Liga. Am 8. Februar 2025 gewann er mit Sanfrecce Hiroshima den japanischen Supercup. Das Spiel gegen den Meister Vissel Kōbe gewann man mit 2:0.

## Erfolge
Sanfrecce Hiroshima
- Japanischer Vizemeister: 2024
- Japanischer Supercup-Sieger: 2025